# Síndrome de taquicàrdia ortostàtica postural
La síndrome de taquicàrdia ortostàtica postural (abreviat com a POTS, de l'anglès Postural orthostatic tachycardia syndrome) és un trastorn en el qual el canvi de posar-se dempeus provoca un augment de la freqüència cardíaca anormalment gran (o superior al normal). Això comporta símptomes que poden incloure mareig, problemes per pensar, visió borrosa o debilitat. Altres trastorns associats habitualment inclouen la síndrome d'Ehlers-Danlos, la síndrome d'activació dels mastòcits, la síndrome de l'intestí irritable, l'insomni, els mals de cap crònics, la síndrome de fatiga crònica i la fibromiàlgia.
Les causes de la POTS són variades. Sovint, comença després d'una infecció vírica, una cirurgia o un embaràs. S'ha demostrat que sorgeix en pacients anteriorment sans després de la COVID-19. Els factors de risc inclouen antecedents familiars del trastorn. El diagnòstic en adults es basa en un augment de la freqüència cardíaca de més de 30 batecs per minut dins dels deu minuts de posar-se dempeus que va acompanyat de símptomes. Tanmateix, és possible que no es produeixi una pressió arterial baixa en incorporar-se. Altres afeccions que poden causar símptomes similars són deshidratació, problemes cardíacs, insuficiència suprarenal, epilèpsia i malaltia de Parkinson.
El tractament pot incloure evitar factors que provoquen símptomes, augmentar la sal i l'aigua de la dieta, menjars petits i freqüents, evitar la immobilització, mitges de compressió, programa d'exercicis i medicaments. Els medicaments utilitzats poden incloure blocadors beta, piridostigmina, midodrina o fludrocortisona. Més del 50% de les persones la malaltia de les quals va ser provocada per una infecció vírica milloren en cinc anys. Al voltant del 80% presenta una millora simptomàtica amb el tractament, però el 25% dels pacients tenen dificultats per treballar. Estudis retrospectius han demostrat que cinc anys després del diagnòstic el 19% tenia una resolució completa del símptoma.
L'edat mitjana d'inici és de 20 anys, i es produeix unes cinc vegades més freqüents en les dones.